# My Hero One’s Justice
My Hero One's Justice ist ein Fighting-Game, das von der Firma Byking Studios für Microsoft Windows, Nintendo Switch, PlayStation 4 und Xbox One entwickelt und 2018 von Bandai Namco Entertainment veröffentlicht wurde. Das Spiel basiert auf der Manga-Serie My Hero Academia von Kōhei Horikoshi.

## Spielprinzip
My Hero One's Justice ist ein dreidimensionales Fighting Game, in welchem der Spieler Charaktere aus der Serie steuert. Dabei besteht die Auswahl aus 20 Charakteren, welche einzigartige Fähigkeiten genannt „Macken“ besitzen.

## Produktion und Veröffentlichung
In der ersten Ausgabe des Jahres 2018 des Shūkan-Shōnen-Jump-Magazins von Shueisha wurde bekannt gegeben, dass Bandai Namco Entertainment ein Videospiel entwickelt, welches auf der Serie My Hero Academia basiert. Das Spiel wurde am 23. August 2018 in Japan für die PlayStation 4 und Nintendo Switch veröffentlicht. Der internationale Release folgte am 26. Oktober 2018 für die PlayStation 4, Nintendo Switch, Xbox One und Microsoft Windows.

## Rezeption
Das Spiel erhielt international gemischte Wertungen. Die Rezensionsdatenbank Metacritic aggregiert beispielsweise für die PlayStation 4, Nintendo Switch und Xbox One Rezensionen zu Gesamtwerten von 68,70 und 71. Bis Januar 2019 hatte sich das Spiel über 500.000 Mal verkauft.

„Auf den ersten Blick ist My Hero One's Justice nur für Fans der Vorlage relevant. Angesichts des sehr spaßigen Kampfsystems lässt sich dieser Eindruck letzten Endes jedoch nicht ganz bestätigen. Ob das Beat 'em Up das Interesse der Profikämpfer weckt, ist hingegen fraglich. Nichtsdestotrotz ist My Hero One's Justice ein unterhaltsamer Genrevertreter, der vollkommen verdient neben seinen Kollegen Platz nimmt.“

„Typische Anime-Prügelei mit nettem Spielgefühl, aber ohne allzu viel Tiefgang, die sich in erster Linie an Freunde der Vorlage richtet.“